# 崔佛·霍夫曼
崔佛·威廉·霍夫曼（英語：Trevor William Hoffman，1967年10月13日—），生於美國加利福尼亞州貝爾弗勞爾，美國職棒大聯盟球員，主要擔任終結者。在密爾瓦基釀酒人隊退休。於2006年9月24日，他打破了李·史密斯478次的救援成功記錄，在667次上場救援中有601次救援成功，使他成為美國職棒生涯總救援成功數紀錄的保持者，但已於2011年9月20日被紐約洋基隊的馬里安諾·李維拉所超越。霍夫曼被認為是史上最出色的終結者之一，並且於2018年以79.9%的得票率當選成為棒球名人堂成員的球員。

## 生平
霍夫曼在選秀被辛辛那提紅隊選中。在效力小聯盟的時代，曾經成為游擊手，1991年轉任投手。1992年參與擴充球隊選秀會。最後被佛羅里達馬林魚隊選中，開始他在大聯盟的生涯。同年被交易到聖地牙哥教士，開始成為了教士隊的終結者到2008年球季結束。2009年，以600萬美元簽約金加入密爾瓦基釀酒人。
2011年1月11日，霍夫曼宣布退休，將接受聖地牙哥教士隊(San Diego Padres)的行政職。

## 特色
霍夫曼最著名的球種為變速球。當他上場救援時，主場就會播放澳洲樂團AC/DC的《地獄喪鐘》(Hells Bells)，並命名為Trevor Time。

## 成就
- 7次入選明星賽 （1998年－2000年、2002年、2006年－2007年、2009年）
- 2次美國職棒大聯盟年度最佳救援投手獎（1998年、2006年）
- 哈琴森獎（2004年）
- 盧·賈里格紀念獎（2006年）
- 體育新聞投遞員獎（1996年、1998年、2006年）
- 國家聯盟救援王（2002年、2006年）
- 國家聯盟每月最佳投手（2005年5月）
- 第二多完成比賽投手
- 連續8季救援成功達30場或以上（1995年－2002年）
- 14個球季救援成功超過20次（1994年－2002年、2004年－2008年）
- 13個球季救援成功超過30次（1995年-2002年、2004年－2008年）
- 9個球季救援成功超過40次（1996年、1998年－2001年、2004年－2007年，包含連續4季救援成功超過40次，大聯盟記錄，與馬里安諾·李維拉並列）
- 救援成功率達89.26%（587次救援機會中，524次成功、截止2007年9月22日）
- 3次奪得DHL每月棒球快遞員（2005年5月、2006年9月、2007年5月）
- 大聯盟史上第1位達成生涯600場救援成功的投手。

## 註解
1. ↑  Jerry Crasnick, "Surveying Hoffman's Hall of Fame Case," espn.com, 2 June 2007  （页面存档备份，存于）; Crasnick's survey of 62 eligible Hall of Fame voters showed that 58 intend to vote for Hoffman with the remaining four undecided.

## 外部連結
- 球員資訊和成績在MLB ，ESPN ，Retrosheet ，Baseball Reference ，Baseball Reference (Minors) ，Fangraphs ，The Baseball Cube （英文）